# Judô nos Jogos Olímpicos de Verão de 1984 - Até 71 kg masculino
A competição até 71 kg masculino do judô nos Jogos Olímpicos de Verão de 1984 foi disputada em 6 de agosto na California State University, Los Angeles. Um total de 31 homens competiram neste evento, limitado a judocas cujo peso corporal fosse menor ou igual a 71 kg.

## Medalhistas
| Ouro   | KOR Ahn Byeong-keun               |
| Prata  | ITA Ezio Gamba                    |
| Bronze | GBR Kerrith Brown BRA Luis Onmura |

## Resultados
Os resultados das competições foram estes:

### Chaves principais

#### Grupo A
|  | Preliminar                | Preliminar                | Preliminar |  |  | 1/8 de final          | 1/8 de final          | 1/8 de final    |   |                     | 1/4 de final        | 1/4 de final   | 1/4 de final |  |  | Semifinais | Semifinais | Semifinais |
|  |                           |                           |            |  |  |                       |                       |                 |   |                     |                     |                |              |  |  |            |            |            |
|  | CAN Glenn Beauchamp       | CAN Glenn Beauchamp       | WO         |  |  |                       |                       |                 |   |                     |                     |                |              |  |  |            |            |            |
|  | HON Luis Chirinos         | HON Luis Chirinos         | DNS        |  |  | CAN Glenn Beauchamp   | CAN Glenn Beauchamp   | W               |   |                     |                     |                |              |  |  |            |            |            |
|  | HKG Tan Chin Kee          | HKG Tan Chin Kee          | E          |  |  | CHN Yi Dexin          | CHN Yi Dexin          | E               |   |                     |                     |                |              |  |  |            |            |            |
|  | CHN Yi Dexin              | CHN Yi Dexin              | W          |  |  |                       |                       |                 |   | CAN Glenn Beauchamp | CAN Glenn Beauchamp | R              |              |  |  |            |            |            |
|  | NZL Shaun O'Leary         | NZL Shaun O'Leary         | E          |  |  |                       | ITA Ezio Gamba        | ITA Ezio Gamba  | W |                     |                     |                |              |  |  |            |            |            |
|  | LIE Johannes Wohlwend     | LIE Johannes Wohlwend     | W          |  |  | LIE Johannes Wohlwend | LIE Johannes Wohlwend | R               |   |                     |                     |                |              |  |  |            |            |            |
|  | ITA Ezio Gamba            | ITA Ezio Gamba            | W          |  |  | ITA Ezio Gamba        | ITA Ezio Gamba        | W               |   |                     |                     |                |              |  |  |            |            |            |
|  | FRA Serge Dyot            | FRA Serge Dyot            | R          |  |  |                       |                       |                 |   |                     | ITA Ezio Gamba      | ITA Ezio Gamba | W            |  |  |            |            |            |
|  | LIB Rony Khawam           | LIB Rony Khawam           | E          |  |  |                       | BRA Luis Onmura       | BRA Luis Onmura | R |                     |                     |                |              |  |  |            |            |            |
|  | TUN Hassan Ben Gamra      | TUN Hassan Ben Gamra      | W          |  |  | TUN Hassan Ben Gamra  | TUN Hassan Ben Gamra  | E               |   |                     |                     |                |              |  |  |            |            |            |
|  | EGY Yousry Zagloul        | EGY Yousry Zagloul        | E          |  |  | BRA Luis Onmura       | BRA Luis Onmura       | W               |   |                     |                     |                |              |  |  |            |            |            |
|  | BRA Luis Onmura           | BRA Luis Onmura           | W          |  |  |                       |                       |                 |   | BRA Luis Onmura     | BRA Luis Onmura     | W              |              |  |  |            |            |            |
|  | NOR Frank Evensen         | NOR Frank Evensen         | E          |  |  |                       | USA Mike Swain        | USA Mike Swain  | E |                     |                     |                |              |  |  |            |            |            |
|  | USA Mike Swain            | USA Mike Swain            | W          |  |  | USA Mike Swain        | USA Mike Swain        | W               |   |                     |                     |                |              |  |  |            |            |            |
|  | CIV Jean Claude N'Guessan | CIV Jean Claude N'Guessan | E          |  |  | KUW Yousuf Al-Hammad  | KUW Yousuf Al-Hammad  | E               |   |                     |                     |                |              |  |  |            |            |            |
|  | KUW Yousuf Al-Hammad      | KUW Yousuf Al-Hammad      | W          |  |  |                       |                       |                 |   |                     |                     |                |              |  |  |            |            |            |

#### Grupo B
|  | Preliminar              | Preliminar              | Preliminar |  |  | 1/8 de final            | 1/8 de final            | 1/8 de final        |     |                         | 1/4 de final            | 1/4 de final      | 1/4 de final |  |  | Semifinais | Semifinais | Semifinais |
|  |                         |                         |            |  |  |                         |                         |                     |     |                         |                         |                   |              |  |  |            |            |            |
|  | TPE Liaw Der-cheng      | TPE Liaw Der-cheng      | YUK        |  |  |                         |                         |                     |     |                         |                         |                   |              |  |  |            |            |            |
|  | AUS Michael Young       | AUS Michael Young       | E          |  |  | TPE Liaw Der-cheng      | TPE Liaw Der-cheng      | YUK                 |     |                         |                         |                   |              |  |  |            |            |            |
|  | ESP Joaquín Ruiz        | ESP Joaquín Ruiz        | WIP        |  |  | ESP Joaquín Ruiz        | ESP Joaquín Ruiz        | E                   |     |                         |                         |                   |              |  |  |            |            |            |
|  | CRC Alvaro Sanabria     | CRC Alvaro Sanabria     | E          |  |  |                         |                         |                     |     | TPE Liaw Der-cheng      | TPE Liaw Der-cheng      | E                 |              |  |  |            |            |            |
|  | FIN Antti Hyvärinen     | FIN Antti Hyvärinen     | E          |  |  |                         | GBR Kerrith Brown       | GBR Kerrith Brown   | KOK |                         |                         |                   |              |  |  |            |            |            |
|  | FRG Steffen Stranz      | FRG Steffen Stranz      | IPO        |  |  | FRG Steffen Stranz      | FRG Steffen Stranz      | E                   |     |                         |                         |                   |              |  |  |            |            |            |
|  | GBR Kerrith Brown       | GBR Kerrith Brown       | YUS        |  |  | GBR Kerrith Brown       | GBR Kerrith Brown       | IPO                 |     |                         |                         |                   |              |  |  |            |            |            |
|  | YUG Vojo Vujevic        | YUG Vojo Vujevic        | E          |  |  |                         |                         |                     |     |                         | GBR Kerrith Brown       | GBR Kerrith Brown | R            |  |  |            |            |            |
|  | SEN Ibrahima Diallo     | SEN Ibrahima Diallo     | E          |  |  |                         | KOR Ahn Byeong-keun     | KOR Ahn Byeong-keun | HAN |                         |                         |                   |              |  |  |            |            |            |
|  | JPN Hidetoshi Nakanishi | JPN Hidetoshi Nakanishi | HAN        |  |  | JPN Hidetoshi Nakanishi | JPN Hidetoshi Nakanishi | WAZ                 |     |                         |                         |                   |              |  |  |            |            |            |
|  | POR Hugo d'Assunção     | POR Hugo d'Assunção     | E          |  |  | MEX Federico Vizcarra   | MEX Federico Vizcarra   | E                   |     |                         |                         |                   |              |  |  |            |            |            |
|  | MEX Federico Vizcarra   | MEX Federico Vizcarra   | WAZ        |  |  |                         |                         |                     |     | JPN Hidetoshi Nakanishi | JPN Hidetoshi Nakanishi | R                 |              |  |  |            |            |            |
|  | ZAM Alick Kalwihzi      | ZAM Alick Kalwihzi      | E          |  |  |                         | KOR Ahn Byeong-keun     | KOR Ahn Byeong-keun | YUK |                         |                         |                   |              |  |  |            |            |            |
|  | USA Juan Vargas         | USA Juan Vargas         | IPO        |  |  | USA Juan Vargas         | USA Juan Vargas         | R                   |     |                         |                         |                   |              |  |  |            |            |            |
|  | IRL Kieran Foley        | IRL Kieran Foley        | R          |  |  | KOR Ahn Byeong-keun     | KOR Ahn Byeong-keun     | WIP                 |     |                         |                         |                   |              |  |  |            |            |            |
|  | KOR Ahn Byeong-keun     | KOR Ahn Byeong-keun     | IPO        |  |  |                         |                         |                     |     |                         |                         |                   |              |  |  |            |            |            |

### Repescagem
|  | Repescagem            | Repescagem            | Repescagem |  |  | Repescagem semifinal | Repescagem semifinal | Repescagem semifinal |     |                     | Repescagem final    | Repescagem final | Repescagem final |
|  |                       |                       |            |  |  |                      |                      |                      |     |                     |                     |                  |                  |
|  | FRA Serge Dyot        | FRA Serge Dyot        | YUK        |  |  |                      |                      |                      |     |                     |                     |                  |                  |
|  | LIE Johannes Wohlwend | LIE Johannes Wohlwend | E          |  |  | FRA Serge Dyot       | FRA Serge Dyot       | E                    |     |                     |                     |                  |                  |
|  |                       |                       |            |  |  | CAN Glenn Beauchamp  | CAN Glenn Beauchamp  | YUS                  |     |                     |                     |                  |                  |
|  |                       |                       |            |  |  |                      |                      |                      |     | CAN Glenn Beauchamp | CAN Glenn Beauchamp | E                |                  |
|  |                       |                       |            |  |  |                      | BRA Luis Onmura      | BRA Luis Onmura      | KOK |                     |                     |                  |                  |
|  |                       |                       |            |  |  |                      |                      |                      |     |                     |                     |                  |                  |
|  |                       |                       |            |  |  |                      |                      |                      |     |                     |                     |                  |                  |
|  |                       |                       |            |  |  |                      |                      |                      |     |                     |                     |                  |                  |
|  |                       |                       |            |  |  |                      |                      |                      |     |                     |                     |                  |                  |
|  |                       |                       |            |  |  |                      |                      |                      |     |                     |                     |                  |                  |

|  | Repescagem       | Repescagem       | Repescagem |  |  | Repescagem semifinal    | Repescagem semifinal    | Repescagem semifinal |     |                         | Repescagem final        | Repescagem final | Repescagem final |
|  |                  |                  |            |  |  |                         |                         |                      |     |                         |                         |                  |                  |
|  | IRL Kieran Foley | IRL Kieran Foley | IPO        |  |  |                         |                         |                      |     |                         |                         |                  |                  |
|  | ESA Juan Vargas  | ESA Juan Vargas  | E          |  |  | IRL Kieran Foley        | IRL Kieran Foley        | E                    |     |                         |                         |                  |                  |
|  |                  |                  |            |  |  | JPN Hidetoshi Nakanishi | JPN Hidetoshi Nakanishi | YUK                  |     |                         |                         |                  |                  |
|  |                  |                  |            |  |  |                         |                         |                      |     | JPN Hidetoshi Nakanishi | JPN Hidetoshi Nakanishi | E                |                  |
|  |                  |                  |            |  |  |                         | GBR Kerrith Brown       | GBR Kerrith Brown    | KOK |                         |                         |                  |                  |
|  |                  |                  |            |  |  |                         |                         |                      |     |                         |                         |                  |                  |
|  |                  |                  |            |  |  |                         |                         |                      |     |                         |                         |                  |                  |
|  |                  |                  |            |  |  |                         |                         |                      |     |                         |                         |                  |                  |
|  |                  |                  |            |  |  |                         |                         |                      |     |                         |                         |                  |                  |
|  |                  |                  |            |  |  |                         |                         |                      |     |                         |                         |                  |                  |

### Final
|  | Final               |                     |                  |
|  |                     |                     |                  |
|  | ITA Ezio Gamba      | ITA Ezio Gamba      | Medalha de prata |
|  | KOR Ahn Byeong-keun | KOR Ahn Byeong-keun | KOK              |